# Hans-Georg Weigand
Hans-Georg Weigand (* 1952 in Würzburg) ist ein deutscher Mathematikdidaktiker.

## Leben und Wirken
Von 1971 bis 1977 studierte Weigand Mathematik und Physik für das Lehramt an Gymnasien an der Universität Würzburg. Nach seiner Lehrtätigkeit am Bayernkolleg in Schweinfurt zwischen 1979 und 1986 war er für eine Lehrtätigkeit an der Universität Würzburg vom Schuldienst beurlaubt. Am 16. Juni 1989 wurde er in Mathematikdidaktik bei Hans-Joachim Vollrath mit dem Thema Zum Verständnis von Iterationen im Mathematikunterricht promoviert. Am 26. Juni 1992 habilitierte er sich an der Fakultät für Mathematik und Informatik der Universität Würzburg mit dem Thema Didaktische Betrachtungen zum Folgenbegriff. Nach Zwischenstationen an den Universitäten Eichstätt, Oldenburg und Gießen war Hans-Georg Weigand von 2000 bis 2017 Lehrstuhlinhaber für Didaktik der Mathematik an der Universität Würzburg. Von April 2017 bis März 2022 war er Seniorprofessor und seitdem i. R. an der Universität Würzburg. Seit 2022 hält er regelmäßig Veranstaltungen an der Universität Augsburg. 
Seine besonderen Interessen gelten dem Einsatz neuer Technologien im Hinblick auf die Entwicklung des Begriffsverständnisses beim Lehren und Lernen von Mathematik. Er hat mehrere Bücher über digitale Medien im Mathematikunterricht, über Didaktik der Algebra, Didaktik der Geometrie und Didaktik der Analysis, aber auch über Kunst und Fußball geschrieben und herausgegeben. Mehrere Gastsemester lehrte er an der University of Illinois (USA) und der Western University of Australia (Perth). Weigand war von 2007 bis 2013 Vorsitzender der Gesellschaft für Didaktik der Mathematik (GDM).
Hans-Georg Weigand ist verheiratet mit der Erziehungswissenschaftlerin Prof. Dr. Gabriele Weigand.

## Schriften

### Monographien
- H.-G. Weigand: Zum Verständnis von Iterationen im Mathematikunterricht. Franzbecker, 1989.
- H.-G. Weigand: Zur Didaktik des Folgenbegriffs. BI-Mannheim 1993.
- H.-G. Weigand, Th. Weth: Computer im Mathematikunterricht - Neue Wege zu alten Zielen. Heidelberg/Berlin 2002.
- H.-J. Vollrath, H.-G. Weigand: Algebra in der Sekundarstufe. Spektrum-Verlag, Heidelberg 2006.
- H.-G. Weigand: Didaktik der Geometrie für die Sekundarstufe I. 1., 2. 3. Auflage. Spektrum-Verlag, Heidelberg/Berlin 2009, 2014, 2018.
- R. Bruder, L. Hefendehl-Hebeker, B. Schmidt-Thieme, H.-G. Weigand: Handbuch der Mathematikdidaktik. Springer, Berlin/Heidelberg 2015.
- G. Greefrath, R. Oldenburg, H.-S. Siller, V. Ulm, H.-G. Weigand: Didaktik der Analysis - Aspekte und Grundvorstellungen zentraler Begriffe. Springer-Verlag, Heidelberg/Berlin 2016.
- H.-G. Weigand, A. Schüler-Meyer, G. Pinkernell: Didaktik der Algebra. Springer Spektrum, 2022.
- G. Greefrath, R. Oldenburg, S. Siller, V. Ulm, H.-G. Weigand: Digitalisierung im Mathematikunterricht. Springer, 2024.

### Als Mitautor
- H.-G. Weigand (Hrsg.): Wie die Mathematik in die Umwelt kommt, Umweltsituationen als Ausgangspunkt für mathematische Überlegungen oder Wie uns der Rechner hilft, die Umwelt besser zu verstehen. Hannover 2001.
- H.-G. Weigand (Hrsg.): Fußball - eine Wissenschaft für sich. Verlag Königshausen & Neumann, Würzburg 2006.
- H.-G. Weigand (Hrsg.): mathematik lehren: Sammelband Geometrie. Seelze, Friedrich-Verlag 2006.
- M. Lauter, H.-G. Weigand: Ausgerechnet ... Mathematik und Konkrete Kunst. Spurbuchverlag, Baunach 2007, ISBN 978-3-88778-316-7.
- L. Hefendehl-Hebeker, T. Leuders, H.-G. Weigand: Mathemagische Momente - Momente fruchtbaren Mathematiklehrens und -lernens. Cornelsen-Verlag, Berlin 2009.
- H.-G. Weigand (Hrsg.): Didaktik der Geometrie für die Sekundarstufe I. Spektrum-Verlag, Heidelberg/Berlin 2009.
- H. Bayrhuber, U. Harms, B. Muszynski, B. Ralle, M. Rothgangel, L.-H. Schön, H. J. Vollmer, H.-G. Weigand (Hrsg.): Empirische Fundierung in den Fachdidaktiken. Waxmann, Münster u. a. 2011.
- H. Bayrhuber, U. Harms, B. Muszynski, B. Ralle, M. Rothgangel, L.-H. Schön, H. J. Vollmer, H.-G. Weigand (Hrsg.): Formate Fachdidaktischer Forschung. Empirische Projekte - historische Analysen - theoretische Grundlegungen. Waxmann, Münster u. a. 2012.
- R. Behrens, H.-G. Weigand (Hrsg.): Unterrichtspraktische Beispiele mit CAS- & graphikfähigen Taschenrechnern. Casio-Schulrechner. 2014, ISBN 978-3-941321-35-9.
- Hans-Georg Weigand, Alison Clark-Wilson, Ana Donevska-Todorova, Eleonora Faggiano, Niels Grønbæk, Jana Trgalova (Hrsg.): Proceedings of the Fifth ERME Topic Conference Mathematics Education in the Digital Age. University of Kopenhagen, 2018.
- H.-G. Weigand, B. McCallum, M. Menghini, M. Neubrand, G. Schubring (Hrsg.): The Legacy of Felix Klein. Springer, Cham, Switzerland 2019.
- N. Noster, H.-G. Weigand (Hrsg.): Mathematische Erkundungen. MaLeNe Mathematik-Lehr-Netzwerk, 2019.
- A. Clark-Wilson, A. Donevska-Todorova, E. Faggiano, J. Trgalova, H.-G. Weigand: Mathematics Education in the Digital Age - Learning, Practice and Theory. Routledge, Abingdon Oxon / New York 2021.
- U.T. Jankvist, R. Elicer, A. Clark-Wilson, H.-G. Weigand, M. Thomsen (Hrsg.): Proceedings of the 15th International Conference on Technology in Mathematics Teaching (ICTMT 15). Aarhus University, 2022, ISBN 978-87-7507-525-6. doi:10.7146/aul.452
- H.-G. Weigand, A. Donevska-Todorova, E. Faggiano, P. Iannone, J. Medova, M. Tabach, M. Turgut: MEDA3 - Mathematics Education in the Digital Age. Proceedings of the 13th ERME Topic Conference (ETC 13). Nitra, Slovakia 2022. (hal.science)
- R. Bruder, A. Büchter, H. Gasteiger, B. Schmidt-Thieme, H.-G. Weigand: Handbuch der Mathematikdidaktik. Springer, 2023.
- H.-G. Weigand, M. Tabach, J. Trgalova: Mathematics Teaching, Learning and Assessment in the Digital Age. In: ZDM Mathematics Education 56. 2024, S. 525–541. (link.springer.com)
- H.-G. Weigand, K. Hollebrands, M. Maschietto: Geometry education at secondary level – a systematic literature review. in: ZDM Mathematics Education. 57 (2), 2025, https://doi.org/10.1007/s11858-025-01703-1